# مارگاریتا داربینیان
مارگاریتا هونانی داربینیان-ملیکیان (ارمنی: Մարգարիտա Հովնանի Դարբինյան-Մելիքյան؛ انگلیسی: Margarita Darbinyan؛ ۱۸ مارس ۱۹۲۰ – ۹ مارس ۲۰۲۱) تاریخ‌نگار و مترجم اهل ارمنستان بود.

## زندگی‌نامه
وی در ۱۸ مارس ۱۹۲۰ در باتومی به دنیا آمد . وی همچنین برنده جوایزی همچون نشان جنگ میهنی شد. وی در ۹ مارس ۲۰۲۱ در سن ۱۰۰ سالگی در ایروان درگذشت.